# MGM's Big Parade of Comedy
MGM's Big Parade of Comedy (in italiano La grande parata della commedia della MGM) è un'antologia cinematografica del 1964 diretta dal documentarista del cinema comico muto Robert Youngson. La pellicola comprende spezzoni di vari film muti e sonori delle più grandi celebrità del cinema anni venti e quaranta partendo dal 1925 fino al 1950.

## La trama degli spezzoni

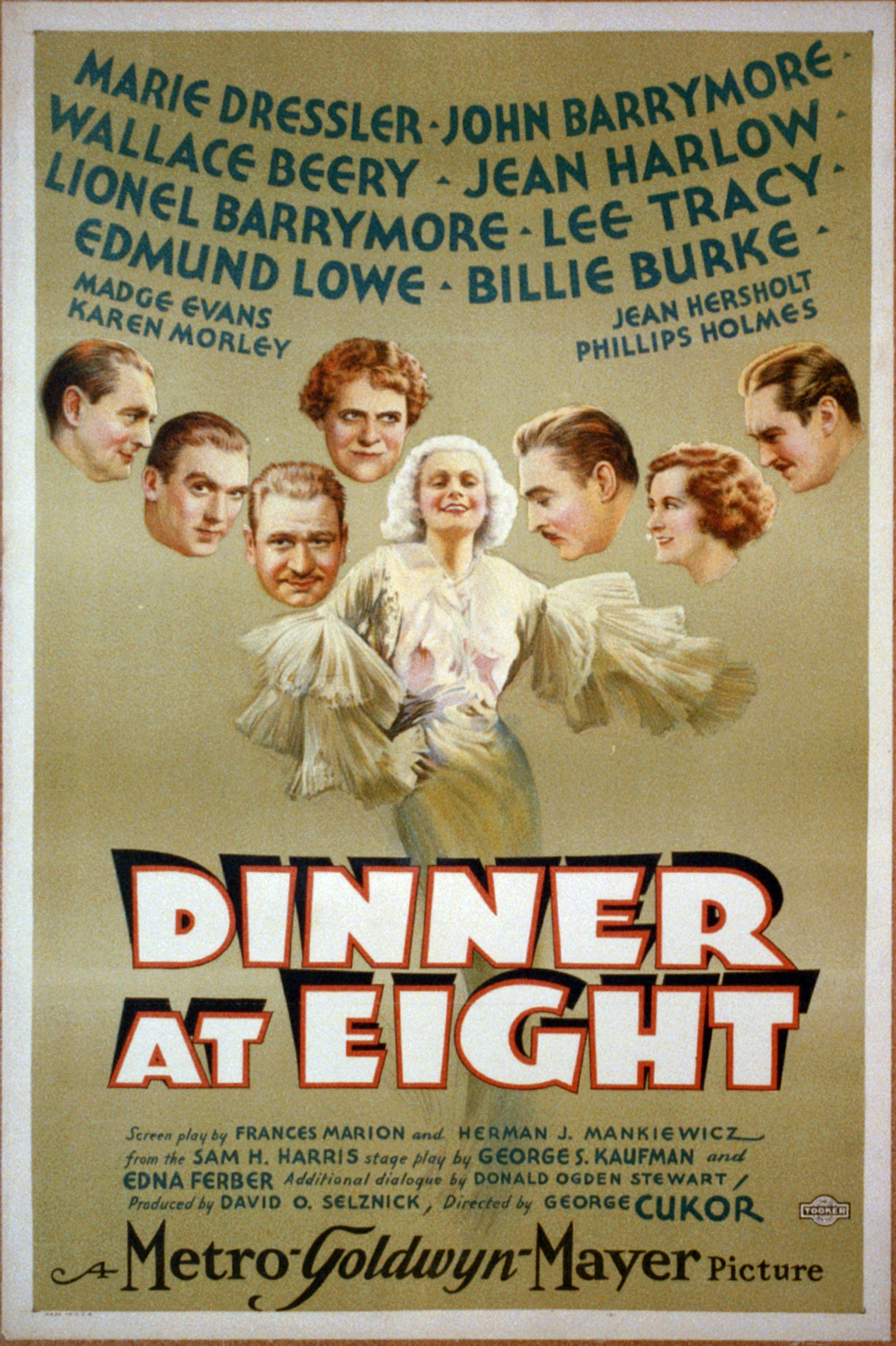
Locandina del film Pranzo alle otto

Maggie lavora alle Follies di Florenz Ziegfeld anche se non è bellissima. Una sera, durante un numero, cade nella buca dell'orchestra finendo sopra Al, uno dei tamburi. I due giovani cominciano a frequentarsi e si innamorano. Al scrive un numero che dedica a Maggie, dichiarandole il suo amore.
Dopo il matrimonio, Maggie è in attesa di un bambino e decide di lasciare il palcoscenico. Al, invece, inizia una brillante carriera come compositore. All'apice della fama, si trova a lavorare per Selma, la star dello spettacolo, che gli chiede delle nuove canzoni.
Il musicista parte per Atlantic City per lavorare alla rivista insieme alla cantante.
Maggie viene a sapere dei maneggi di Selma per portarle via il marito. Ma, quando questi torna da lei pentito, lo perdona e lo riaccoglie a casa.
Zara, Zazarack e Michael Nash uniscono i loro sforzi per impadronirsi del patrimonio di Doris, una ricca ereditiera. I tre, una zingara ladra, un soldato confederato e il tutore della ragazza, confezionano un testamento falso per mettere le mani sul denaro dell'eredità. Mary Hopkins parte per andare a stare a Parigi dove vuole studiare pittura, lasciando negli Stati Uniti il marito Jack, un avvocato. L'uomo viene convinto da Rhea, un'ex fidanzata, a recarsi in Francia per chiedere il divorzio in seguito alla notizia che Mary ha una relazione con un altro. A Parigi, però, quando ritrova la moglie, Jack torna sulle sue decisioni: il supposto amante non è mai esistito, Rhea viene sbugiardata e lui si rende conto di amare ancora Mary.
Un pranzo mondano fa da sfondo a una serie di comportamenti e di rapporti che si intrecciano durante la serata. La moglie di un armatore in crisi invita due nobili inglesi che disdegnano la serata e questo fatto crea malumore nella padrone di casa: al loro posto, interverranno come rimpiazzo, due parenti poveri. Gli altri invitati sono un'anziana attrice molto ricca e vecchia fiamma del marito,  un attore sulla via del tramonto anche perché alcolizzato, un capitano d'industria con la moglie, il medico di famiglia e consorte.
Trigger, una ragazza di montagna dai modi piuttosto bruschi, viene considerata una specie di strega dai suoi compaesani, che la trattano con diffidenza e disprezzo. La «normale» convivenza precipita quando la giovane rapisce, a fin di bene, un bambino: l'intero villaggio è pronto a linciarla e solo l'intervento provvidenziale di un medico innamorato di lei la salva. Ma ormai per Trigger in paese non c'è più posto ed è costretta ad andarsene. La regina Cristina di Svezia da tempo ha abbandonato relazioni e incontri amorosi di qualsiasi genere per concentrarsi di più sulla politica e sul suo regno affinché prosperi felice e senza problemi. Tuttavia, essendo ancora molto giovane, Cristina un giorno decide di abbandonare momentaneamente il suo protocollo di regole e di divertirsi per i borghi della Svezia. Avendo bevuto troppo in un'osteria, la regina incontra l'ambasciatore Antonio, un delegato della Spagna che doveva svolgere funzioni diplomatiche nei posti di quella zona e che, vedendola, se ne innamora perdutamente.

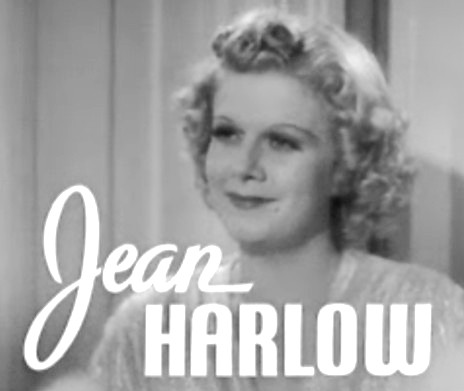
Jean Harlow nel film La donna del giorno

Così Cristina, avendo questa occasione, abbandona per sempre le sue regole e trasgredisce alle norme di comportamento e di contegno che una nobile della Svezia dovrebbe avere, per passare una nottata idilliaca e molte altre con Antonio. Purtroppo il popolo e i genitori di Cristina vengono a sapere di ciò e condannano Cristina ad essere esiliata in Svezia per sempre, mentre Antonio muore di dolore.
La commedia L'uomo ombra è incentrata sulla vicenda di Nick e Nora Charles, una coppia di coniugi milionari amanti della baldoria e dell'alcol, impegnati ad investigare sulla scomparsa di uno scienziato e sugli omicidi che ne seguono. Nick e Nora con la loro inseparabile cagnetta Asta sono due detective dilettanti e si ritrovano invischiati in un nuovo caso di persona scomparsa: la cugina di Nora. Successivamente si scopre il morto che risulta essere il marito della cugina e la moglie è la principale indiziata...

Il padre di David muore prima della sua nascita e quindi il giovane è costretto a trascorrere l'infanzia senza la presenza di una figura paterna. Trova quindi un valido appoggio nella madre e nella governante Peggotty. La madre di David tuttavia sente la necessità di avere un marito e quindi si risposa con Mr. Murdstone, un uomo severo e insensibile e accoglie in casa la sorella di quest'ultimo che si dimostra essere addirittura più insensibile del fratello. Entrambi cercano di allontanare David dalla famiglia mandandolo in collegio. Qui David conosce Steerforth, che stimerà e sarà il suo più grande amico, il compagno Taddles e il severo preside Creakle. Tornato dal college David trova un fratellino nuovo e una madre oppressa dal marito, questa sua condizione la porterà alla morte e David quindi verrà mandato a lavorare nella fabbrica di bottiglie di Murdstone. Durante questo periodo è assistito presso la famiglia Micawber e stringe una profonda amicizia con i suoi componenti. Mr. Micawber, dal linguaggio aulico e con la testa un po' per aria, non è in grado di badare alle spese di casa e si indebita; a questo punto David decide di scappare via da Londra. Raggiunge a piedi, dopo mille avventure, Dover, dove risiede una sua prozia, Betsie Trotwood. La zia lo accoglie insieme con il coinquilino Sig. Dick e insieme gli pagano gli studi presso Canterbury e l'affitto di una stanza presso l'avvocato Wickfield dove David stringe un'amicizia sincera con la figlia di quest'ultimo, Agnes. Terminati gli studi David incomincia il tirocinio presso lo studio legale Spanlow e Jorkins dove conosce la figlia di Spanlow, Miss Dora, finendo per innamorarsene ma incrocia la strada con il perfido Uriah Heep, aiutante di Wickfield, che subito prova gelosia e rancore per il nuovo arrivato.
L'editore Warren involontariamente pubblica un articolo scandalo riguardo alla ricca ereditiera Connie Allenbury riguardo ad una sua presunta relazione clandestina. Vista la difficile situazione, Warren per non finire coinvolto nello scandalo preferisce rinviare lo sposalizio con la sua fidanzata Glady e si rivolge al dipendente Bill affinché per salvare la situazione faccia finta di essere innamorato di Connie.

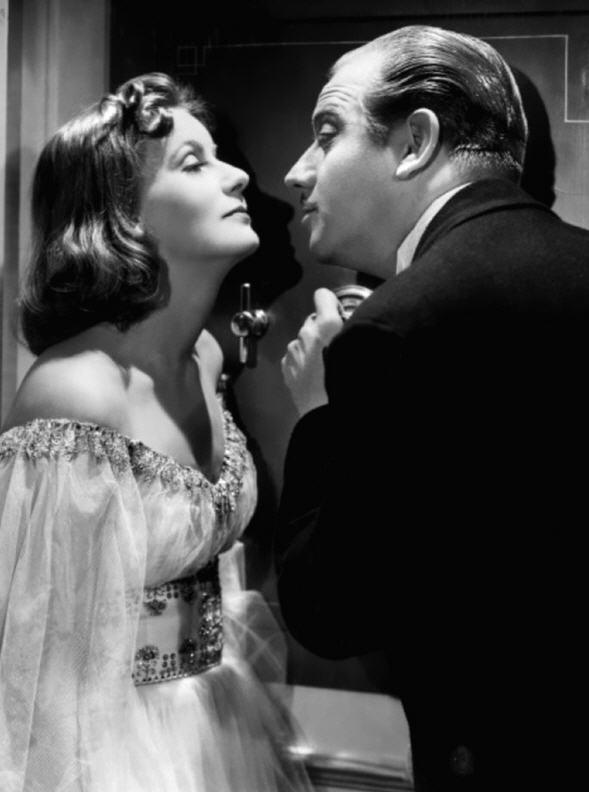
Scena dal film Ninotchka

Il governo sovietico invia a Parigi tre agenti, Iranoff, Bulianoff e Kopalski, per rivendere i gioielli confiscati alla granduchessa Swana, nobildonna esule a Parigi dopo la Rivoluzione russa. La donna incarica però il proprio amante, il conte Leon, di impedirne la vendita e permetterle di riappropriarsene; Leon avvicina i tre uomini e li avvia ai piaceri della vita parigina (ciò è mostrato da un'immagine in cui ai tre colbacchi indossati dagli agenti vengono sostituiti tre cilindri). Il comportamento scandaloso dei tre arriva alle orecchie del governo russo, che invia presso di loro il proprio migliore ispettore, con pieni poteri, l'integerrima Ninotchka. La donna però si innamora, corrisposta, di Leon, e anch'essa si lascia conquistare dai piaceri della vita occidentale.
Swana, invidiosa e avida di riappropriarsi dei preziosi beni di famiglia, ruba i gioielli e ricatta la rivale: è disposta a consegnarli a Ninotchka ma in cambio ella dovrà tornarsene a Mosca.
Nina accetta la proposta della duchessa a malincuore per il bene della patria.
Una volta tornati in patria, i quattro agenti sono nostalgici del periodo trascorso a Parigi.
Qualche tempo dopo Iranoff, Bulianoff e Kopalski partono per una missione a Costantinopoli, dove ritrovano Leon, che li persuade ad abbandonare il lavoro e ad aprire un ristorante russo: Ninotchka viene nuovamente inviata a controllarli ma, una volta giunta, ritrova Leon che la convince a restare con lui.
Tracy Lord è una viziata ed altezzosa ragazza dell'alta società di Filadelfia. Stanca del marito Dexter Haven divorzia e lo sbatte fuori di casa. Successivamente s'innamora di George, un nouveau riche, buono e lavoratore ma anche un po' noioso, e decide di risposarsi. Dexter, sempre innamorato della ex moglie, incarica un giornalista di una rivista scandalistica di appiccicarsi alle costole di Tracy, cercando nel frattempo in tutti i modi di mandare a monte le nozze. Il giornalista riuscirà a far capire a Tracy chi ama in realtà. Un'attraente maestra di sci, appena sposata con il direttore di una grande rivista americana, viene abbandonata durante il viaggio di nozze dal marito, per alcuni urgenti impegni di lavoro. Decisa a riconquistarlo, si finge sorella gemella di sé stessa, comportandosi in maniera frizzante e spregiudicata. L'uomo se ne innamora.

## Le parti di Stanlio e Ollio

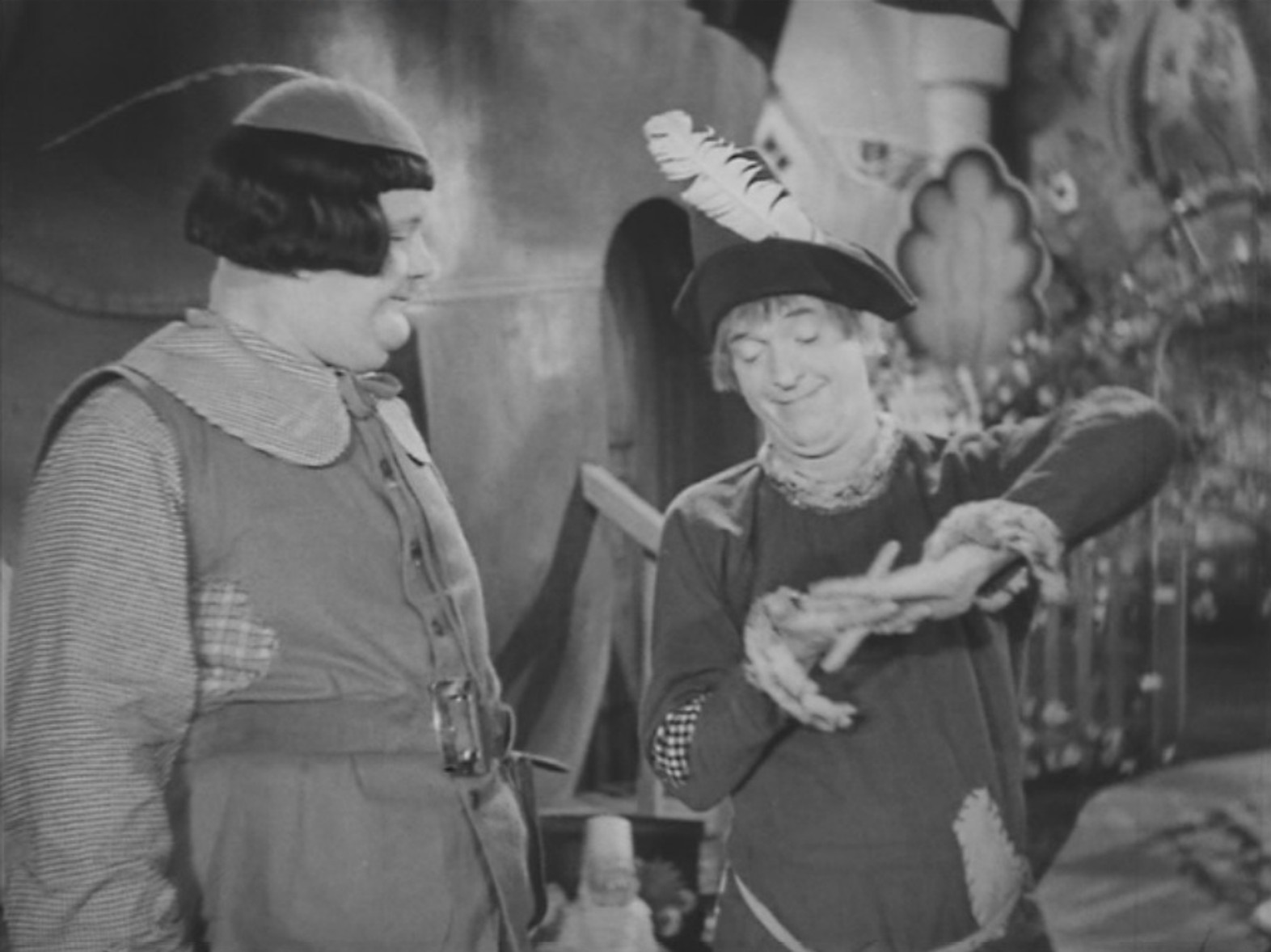
Laurel e Hardy nel 1934

Stanlio e Ollio decidono di imbucarsi ad una grande festa che si sta tenendo tra varie celebrità presso Hollywood, tuttavia il buttafuori non capisce le loro intenzioni e li caccia, ma i due non decideranno di andarsene: suonano ripetutamente il campanello, collegato ad enormi canne metalliche una più grande dell'altra che producono varia armonia. Benché minacciati dal portiere di essere colpiti da una delle canne più grandi se avrebbero di nuovo suonato il campanello, Ollio ripete incurante l'operazione e riceve una rimbombante botta in testa. Poco dopo giunge un ricco signore che suona il campanello, il buttafuori, credendo che siano di nuovo i due, afferra la più grossa delle canne e colpisce in testa l'uomo facendolo stramazzare al suolo; Stanlio e Ollio finalmente entrano e si uniscono agli altri dopo aver gridato varie volte ad alta voce il nome del barone per chiamarlo. Poco dopo i due si siedono per ordinare un cocktail e vicino loro si siede una ricca capricciosa che ordina sgarbatamente da bere, il barista si rifiuta e la donna comincia ad urlare a scalciare furiosamente perdendo una scarpa. Ollio cortesemente gliela restituisce ma quella lo colpisce in testa, qui prende vita un'esilarante gag in cui Stanlio e Ollio sporcano i vestiti della donna con delle uova e vengono a loro volta colpiti dalla nobildonna (questa tecnica verrà poi ripresa nel film I Toreador). Alla fine vincerà la coppia facendola sedere su tutte le uova, ma verrà scovata dal butta fuori e da tutti gli ospiti che li inseguiranno fino al giardino. Lì Stanlio e Ollio salgono sopra la gabbia dei leoni, nel frattempo arrivati per il regista, e la aprono facendo fuggire terrorizzati tutti quanti.
Successivamente i due amici pasticcioni, evadendo da una prigione americana e trasferendosi in Scozia, scoprono che uno zio di Stanlio, Arthur McLaurel, gli ha lasciato in eredità una cornamusa e una tabacchiera ammuffita. Ollio, dopo aver rischiato assieme all'amico di esser denunciato dalla padrona di un ostello per le loro sbadataggini, decide di arruolarsi con l'amico nella Legione straniera per andare a combattere i ribelli in India. Lì i due amici pasticcioni faranno i conti con il Generale Finlayson che Laurel e Hardy chiamano scherzosamente "Muso di Topo" per la sua faccia sempre corrucciata e dalle smorfie facili e successivamente intrecceranno le loro disavventure con un il giovane scozzese Alan, partito anche lui per cercare la sua ragazza, nel frattempo innamoratasi del primo ufficiale dell'esercito scozzese. Capita anche Stanlio e Ollio verranno catturati, dopo un addestramento mal seguito, da dei ribelli indiani, dopo che questi, introdotti nel palazzo del sultano come amici e liberatori, si siano smascherati con le proprie mani per aver rivelato il luogo dove era stato eretto il fortino scozzese, ma sapranno sempre cavarsela a modo loro.

## Commedia dei fratelli Marx

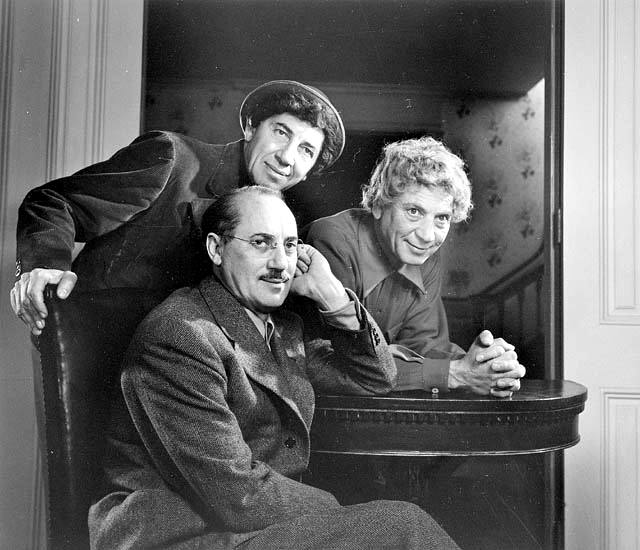
I fratelli Marx

S. Quentin Quale (Groucho) si sta recando all'ovest in cerca di fortuna. Alla stazione incontra Joseph e Rusty Panello (Chico e Harpo) due fratelli semplici ma molto ingegnosi che, volendo recarsi anch'essi all'ovest per diventare cercatori d'oro, sottraggono tutti i soldi in possesso del povero Groucho con la truffa da un dollaro. Una volta raggiunto l'ovest i due stringono amicizia con il vecchio Dan Wilson la cui proprietà, Dead Man's Gulch, è completamente povera del prezioso metallo giallo. Chico e Harpo comprano la proprietà in cambio di dieci dollari. Né il vecchio né i due sono a conoscenza del fatto che intanto Terry Turner, ossia il fidanzato della figlia di Dan (figlio di un suo rivale di vecchia data di Dan) sta vendendo il terreno alle ferrovie per trarre finalmente un guadagno da quella terra improduttiva e ingraziarsi così il favore del vecchio per sposare finalmente la bella Eva. Tuttavia la già complicata serie di equivoci viene peggiorata dal malvagio Mr. Beecher, che vuole impedire il proficuo accordo con le ferrovie. Toccherà ovviamente al magico trio dei fratelli Marx unire le forze per salvare la giornata e permettere ai due giovani di sposarsi.

## Le comiche di Buster Keaton

Keaton ne Il cameraman

Buster, un giovane fotografo ritrattista, si invaghisce di Sally, una segretaria della Metro-Goldwyn-Mayer. Nel tentativo di impressionare la ragazza decide di diventare un cameraman, scambiando la sua macchina fotografica con una vecchia cinepresa e inizia a fare le riprese usando come soggetto qualsiasi cosa. Tuttavia, a causa della sua inesperienza, le riprese risultano sovraesposte e Buster diviene lo zimbello degli studi MGM. Sally per consolarlo gli dà un appuntamento per la sera, durante il quale la donna verrà conquistata da un cameraman rivale di Buster.
L'indomani, negli studi, Buster si presenta la mattina presto e riesce ad ottenere una soffiata da Sally: qualcosa di grosso accadrà a Chinatown. Il neo-cameraman si reca nel quartiere ma, durante il tragitto, inciampa in un suonatore di organetto e la sua scimmia, travolgendoli. Il musicista, credendo morta la scimmia, come risarcimento la vende a Buster. L'animale invece si sveglierà e comincerà a tormentare il povero Buster durante le riprese di una sfilata cinese che si trasformerà in una vera e propria sparatoria. La sua telecamera filmerà tutto e, all'arrivo degli altri operatori, Buster sarà l'unico ad aver filmato l'evento, peccato che la dispettosa scimmietta scambia la pellicola con il filmato con una pellicola vuota, facendo fare così una magra figura a Buster quando si presenta alla MGM. Buster viene così cacciato dagli studi.
Il cameraman tuttavia non si arrende: durante una gara di barche a motore riprende la corsa, e proprio in quella situazione si accorge di avere la pellicola che la scimmietta aveva tolto dalla camera. In quel momento sopraggiunge una barca dalla quale vengono sbalzati fuori i due conducenti. Buster porta a riva una di loro che si rivela essere proprio Sally, ma mentre va a cercare soccorsi, lei si risveglia tra le braccia del rivale di Buster e crede essere lui il suo salvatore. Buster torna dalla ragazza ma la vede andare via con l'uomo, decide quindi di arrendersi e tornare al suo vecchio lavoro, riprende la macchina fotografica e spedisce la pellicola alla MGM.
Gli operatori, per farsi due risate, guardano la pellicola scoprendo con stupore di avere il filmato della guerra a Chinatown. Nel finale vedono anche la corsa dei motoscafi e il salvataggio di Sally da parte di Buster che era stato ripreso fortunatamente dalla scimmietta. Alla MGM sono tutti entusiasti: Buster è il cameraman del secolo.

## Elenco degli spezzoni dei film nell'antologia
L'elenco è proposto secondo l'ordine annuario di uscita delle pellicole.
- The Sporting Venus (1925)
- Pretty Ladies (1925)
- The Mystic (1925)
- The Boob, regia di William A. Wellman  (1926)
- The Red Mill, regia di William Goodrich (Roscoe 'Fatty' Arbuckle) (1927)
- Detectives (1928)
- Il cameraman (1928)
- Slim prende moglie (1929)
- Istituto di bellezza (1931)
- L'uomo che voglio (1933)
- Cuori in burrasca (Tugboat Annie), regia di Mervyn LeRoy (1933)
- Pranzo alle otto (1933)
- Argento vivo (1933)
- La regina Cristina (1933)
- La grande festa (1934)
- L'uomo ombra (1934)
- Pura al cento per cento (1934)
- The Gay Bride (1934)
- David Copperfield (1935)
- Allegri eroi (1935)
- Il mio amore eri tu (1936)
- La donna del giorno (1936)
- Dopo l'uomo ombra (1936)
- Proprietà riservata (1937)
- A Night at the Movies (1937) (cortometraggio)
- L'amico pubblico n° 1 (1938)
- Ninotchka (1939)
- That Inferior Feeling (1940) (cortometraggio)
- I cowboys del deserto (1940)
- Scandalo a Filadelfia (1940)
- Innamorato pazzo (1941)
- Non tradirmi con me (1941)
- Rio Rita (1942)
- Meet the People (1944)
- Movie Pests (1944) (cortometraggio)
- Un sudista del Nord (1948)
- Wrong Way Butch (1950) (cortometraggio)